# Ташмајдан са Универзитетским центром у Београду
Целина Ташмајдан са Универзитетским центром у Београду се налази у централном делу Београда и под заштитом је Завода за заштиту споменика културе града Београда. Укупна површина просторно културно-историјске целине износи 32 хектара док је заштићена околина укупне површине 7 хектара.
Највећи део просторно културно-историјске целине чине уређена парковска површина изразитих културно-историјских вредности Ташмајдански парк, просечена Београдском улицом на Велики и Мали Ташмајдан. Парк представља зелену оазу уткану у урбано градско ткиво отворених грађевинских блокова, оивичен улицама Булевар краља Александра, Београдска, Илије Гарашанина, Абердарева и Таковска, што чини Велики Ташмајдан и Мали Ташмајдан оивичен Булеваром краља Александра и улицама Београдском, Илије Гарашанина и Карнегијевом. Други значајани део просторно културно-историјске целине је Универзитетски центар, односно бројни факултети, објекти и комплекси намењени академцима у научне - образовне сврхе. У оквиру просторно културно историјске целине, налази се и Миоценски спруд "Ташмајдан" - споменик природе, геолошког карактера.

## Историја
Целина „Ташмајдан са Универзитетским центром у Београду” представља материјално сведочанство почетка савременог европског развоја и ширења вароши ван шанца. Тесно је везана за развој Булевара краља Александра и трансформацију Београда из оријенталне вароши у престоницу по узору на западноевропске метрополе. Читање Хатишерифа на простору уз данашњу цркву Светог Марка 1830. године, затим подизање старе цркве и измештање гробља из Бранкове улице на простор Ташмајдана, представљало је полазну тачку за афирмисање новог простора за живот српског становништва. У порти цркве, па и даље према Батал-џамији, панађуре – вашаре су приређивали и житељи Палилуле, славећи Марковдан – своју домаћу светковину, независну од свих промена и режима, кроз дуги низ година. Нови импулс простор данашњег Булевара је добио када је Милошев наследник, кнез Михаило Обреновић одредио простор иза Ташмајданског гробља, за тада популарне коњичке трке – Тркалиште. Тек 1859. године цариградски пут од Батал-џамије па до краја Фишекџијске чаршије је калдрмисан. 1884. године идеја о измештању ташмајданског гробља почела је да добија јасније обрисе, а свима, осим онима који имају озидане гробнице, 1883. године забрањено је сахрањивање на ташмајданском гробљу. Но и поред ове наредбе, оно је живело и даље, дочекавши, 20. век. Од тог времена трансформишући се лагано, Ташмајдан је постао уређени парковски простор са бројним садржајима и јавним скулптурама, какав је и данас. Већ почетком двадесетих година програм интернационалног конкурса за Генерални урбанистички план Београда одредио је простор Батал-џамије, Старог гробља и Тркалишта као најужи градски центар на коме би требало распоредити најистакнутије јавне грађевине. 
Прва половина 20. века је, са изградњом бројних монументалних јавних објеката на левој страни Булевара, све до Студентског дома краља Александра, у огромној мери допринела архитектонско-урбанистичком уобличавању, репрезентативности и вредности читавог простора. Универзитетски центар представља једну од најуспелијих целина изведених у Београду током више деценија, која је расла и развијала се у складу са потребама времена, али све време пратећи јасну идеју комплекса који је својим садржајима намењен потребама студената и факултетима. Друга половина 20. века је донела снажну изградњу објектима соцреализма и савремене архитектуре. Трговачки карактер десне стране Булевара задржао се кроз цео период до данашњих дана.

## Непокретна културна добра у оквиру просторне културно-историјске целине
Ташмајдан са Универзитетским центром у Београду чува у својој архитектонско-урбанистичкој слици све мене овог дела Београда и открива смене управних, социјалних и друштвених тенденција везаних за предметни простор. Оно је као такво сведок модерног, али и кроз векове заборављеног живота. Као такво, Ташмајдан са Универзитетским центром у Београду има посебну културно-историјску вредност, а у сачуваном фонду оно репрезентује смене праваца у архитектури, носи раскошне примере стилова и као такво има посебну архитектонско-урбанистичку вредност. Мада хетероген по свом карактеру, грађевински фонд је створио амбијент специфичан и препознатљив у Београду.
У оквиру просторно културно-историјске целине следећи објекти утврђени су за непокретна културна добра :
1. Палата главне поште у Београду, Таковска 2 и Булевар краља Александра 15, споменик културе (Одлука о утврђивању Палате главне поште у Београду за споменик културе "Службени гласник РС", број 35/13);
2. Црква Светог Марка, Булевар краља Александра 17, споменик културе (Решење Завода за заштиту споменика културе града Београда број 1509/1 од 20. октобра 1975);
3. Зграда Сеизмолошког завода у Београду, Ташмајдански парк бб, споменик културе (Одлука о утврђивању зграде Сеизмолошког завода у Београду за споменик културе, "Службени гласник РС", број 30/07);
4. Зграда Правног факултета, Булевар краља Александра 67, споменик културе (Одлука о утврђивању зграде Правног факултета у Београду за споменик културе, "Службени гласник РС", број 73/07);

1. Хотел "Метропол", Булевар краља Александра 69, споменик културе (Одлука о утврђивању зграде Хотела "Метропол" у Београду за споменик културе, "Службени гласник РС", број 32/01);
2. Зграда Архива Србије, Карнегијева 2, споменик културе (Одлука о проглашењу одређених непокретности на територији града Београда за културна добра, "Службени лист града Београда", број 23/84);
3. Универзитетска библиотека "Светозар Марковић", Булевар краља Александра 71, споменик културе (Решење Завода за заштиту споменика културе града Београда број 656/1 од 23. марта 1977);

1. Зграда Техничког факултета, Булевар краља Александра 73, споменик културе (Одлука о утврђивању зграде Техничког факултета у Београду за споменик културе, "Службени гласник РС", број 73/07);
2. Студентски дом краља Александра I, Булевар краља Александра 75, споменик културе (Одлука о утврђивању Студентског дома краља Александра И у Београду за споменик културе, "Службени гласник РС", број 73/07);
3. Споменик Вуку Караџићу, угао Рузвелтове и Булевара краља Александра, споменик културе (Решење Завода за заштиту споменика културе града Београда број 3/17 од 22. марта 1965);
4. Место читања Хатишерифа из 1830. године, Ташмајдан, знаменито место (Решење Завода за заштиту споменика културе града Београда број 818/4 од 30. децембра 1968)

## Одлука о проглашењу за НКД
Одлуком Владе Републике Србије 05 број 633-10031/2021 од 3. новембра 2021. године, Ташмајдан са Универзитетским центром у Београду , је проглашено за непокретно културно добро Србије.